# Чотирикутник Ламберта

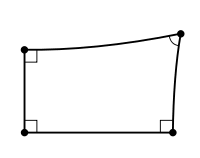
Чотирикутник Ламберта

В геометрії, чотирикутник Ламберта, названий на честь Йоганна Генріха Ламберта, який вперше досліджував властивості такої фігури в спробах довести п'яту аксіому геометрії Евкліда, є чотирикутником, в якому три з його кутів мають прямий кут. Історично склалося, що четвертий кут чотирикутника Ламберта приковув значний інтерес. В даний час відомо, що тип четвертого кута залежить від геометрії, в якій існує чотирикутник. У гіперболічної геометрії четвертий кут — гострий, в геометрії Евкліда він є прямим кутом, а в еліптичній геометрії це тупий кут.

## Властивості
Нехай {\displaystyle ABCD} — чотирикутник Ламберта на абсолютній площині з прямими кутами у вершинах {\displaystyle A}, {\displaystyle B} і {\displaystyle C}. Тоді
- {\displaystyle CD\geq AB} і {\displaystyle DA\geq BC};
- {\displaystyle \angle D\leq {\tfrac {\pi }{2}}}.

Більше того, якщо одна з цих нерівностей перетворюється в рівність, то на цій абсолютній площині аксіома Евкліда вірна.

## Історія
Чотирикутник Ламберта був вперше розглянутим Ібн аль-Хайсамом.
Розглядався Йоганном Ламбертом в 1766 при спробах довести аксіому паралельності Евкліда. З трьох можливих припущень про величину четвертого кута: або кут прямий, або кут тупий, або кут гострий; перша гіпотеза є твердженням, еквівалентним аксіомі паралельності Евкліда; друга призводить до протиріччя з іншими аксіомами і постулатами Евкліда. Щодо третьої гіпотези Ламберт зробив припущення, що вона виконується на деякій уявній сфері. Після чого зробив помилкове твердження, що такої сфери в реальному просторі бути не може і тому постулат вірний.
Аналогічну конструкцію розглядав Джироламо Саккері.